# Spindelbult

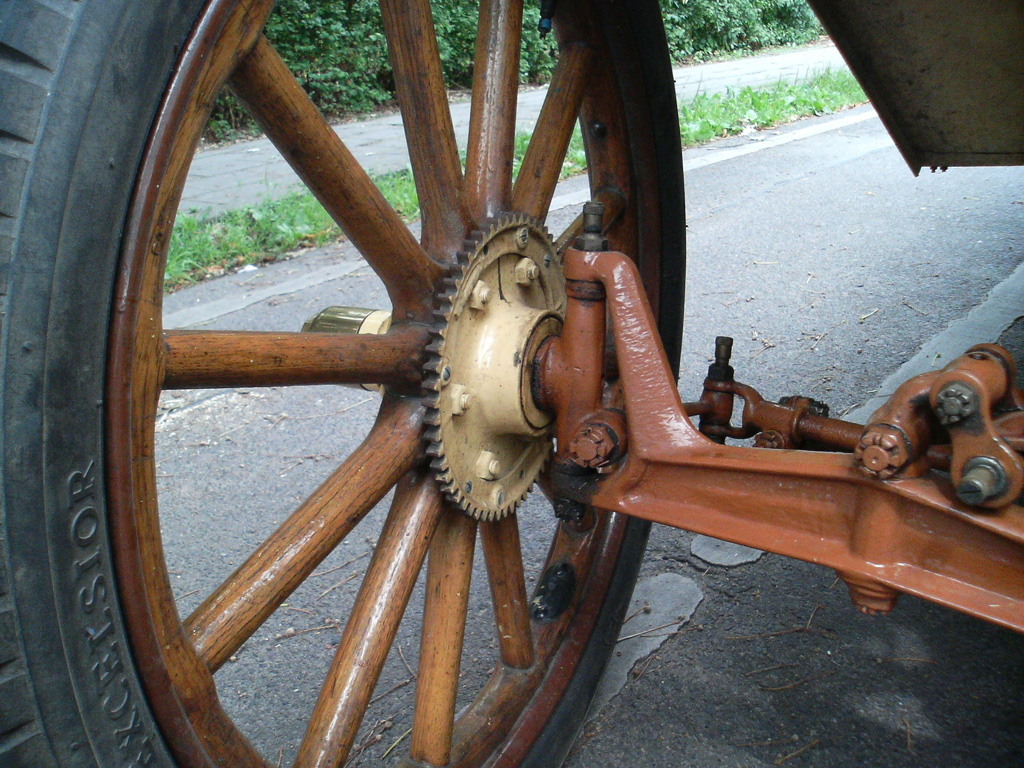
Ford Model T, med spindelbult för styrning på framaxeln

Spindelbult är den skruv som håller fast hjulspindeln på ett fordons axel och tillåter hjulet att svänga.

## Konstruktion
På äldre bilmodeller med hjulupphängning som inte är fjädrade vid navet monteras spindelbulten, en lång genomgående tapp, på bilens framaxel och hjulspindeln. Denna konstruktion tillåter navet att rotera kring tappen. Detta innebär att navet och därmed hjulet kan svänga höger eller vänster. Axeln kan då antingen vara stel eller ha en framaxel som är lagrad och fjädrad. 